# Ostatni smok (film 1996)
Ostatni smok (ang. Dragonheart) – amerykański film fantasy z 1996 roku w reżyserii Roba Cohena.

## Fabuła
Rok 984. Einon, syn zmarłego saskiego króla zostaje poważnie ranny podczas chłopskiego buntu. Na prośbę jego celtyckiej matki, smok oddaje chłopcowi połowę własnego serca. Mówi jednak, że Einon ma zostać wychowany na dobrego króla. Rycerz i mentor Einona – Anglik Bowen obiecuje dopilnować, by jego wychowanek nauczył się starego kodeksu rycerskiego. Niestety, chłopak staje się jeszcze bardziej zły niż zmarły ojciec. Wówczas Bowen uważając, że to wpływ smoka, przysięga zemstę na smokach i staje się ich zabójcą.
Dwanaście lat później, gdy Bowen zabija już prawie wszystkie i dociera do ostatniego smoka – Draco, ten zawiera z nim układ. Razem napadają na wsie i oszukują mieszkańców wyłudzając pieniądze. Kara, jedna z mieszkanek wsi chce zabić Einona, który zmusił chłopów do odbudowy rzymskiej fortecy jako swojego nowego zamku. Zostaje uwięziona, lecz uwalnia ją Aislinn. Kara oddana przez wieś w ofierze smokowi odkrywa przekręt Bowena i Draco, którzy ratują ją przed nadciągającym Einonem. Ten wyjawia, że nigdy nie traktował poważnie kodeksu rycerskiego i zawsze był okrutnikiem. Widząc, że Bowen jest jednym z niewielu honorowych ludzi Kara chce przekonać go, by stanął przeciw Einonowi. Bowen pozbawiony przez lata złudzeń odmawia.
W ruinach Avalonu Draco mówi, że smoki muszą zasłużyć na pójście do nieba, inaczej dusza grzesznego smoka zniknie, jakby nigdy nie istniała. Wyjawia też, iż to on oddał połowę serca Einonowi. W ten sposób chciał ratować go przed złem i go odmienić, a tym samym zasłużyć sobie na pójście do nieba. Wiedząc, że zgrzeszył smok boi się śmierci, ponieważ nie wie, czy jego dusza po prostu zniknie, czy może pójdzie do nieba. Wraz z Draco, Karą, mnichem Gilbertem i mieszkańcami Bowen napada na zamek. Okazuje się jednak, że Einona nie można zabić, dopóki przy życiu pozostaje Draco. Jednak by ratować królestwo, Draco prosi Bowena by go zabił, tak aby zginął także Einon. Jego przyjaciel z bólem serca czyni to, co smok nakazał. Draco i Einon giną. Dusza smoka idzie do nieba świecąc z innymi gwiazdami z gwiazdozbioru smoka.

## Obsada
- Dennis Quaid – Sir Bowen
- Sean Connery – Draco (głos)
- David Thewlis – król Einon
  - Lee Oakes – młody Einon
- Pete Postlethwaite – brat Gilbert
- Dina Meyer – Kara
- Brian Thompson – Sir Brok
- Jason Isaacs – Lord Felton
- Julie Christie – królowa Aislinn
- Wolf Christian – Hewe
- Terry O'Neill – Redbeard
- Peter Hric – król  Freyne

## Produkcja
Zdjęcia kręcono na Słowacji (Zamek Spiski, Zamek w Čachticach, Zamek Strečno, Dreveník, Tomášovský výhľad).

## Nagrody

### Nagrody w1997
- Saturn najlepszy film fantasy

### Nominacje w1997
- Oscar najlepsze efekty specjalne
- Saturn najlepsze efekty specjalne
- Saturn najlepsze kostiumy
- Saturn najlepsza muzyka
- Saturn najlepsze kostiumy